# Calyptella epibrya
Calyptella epibrya är en svampart som beskrevs av Singer 1973. Calyptella epibrya ingår i släktet Calyptella och familjen Marasmiaceae.   Inga underarter finns listade i Catalogue of Life.